# Gusums bruk

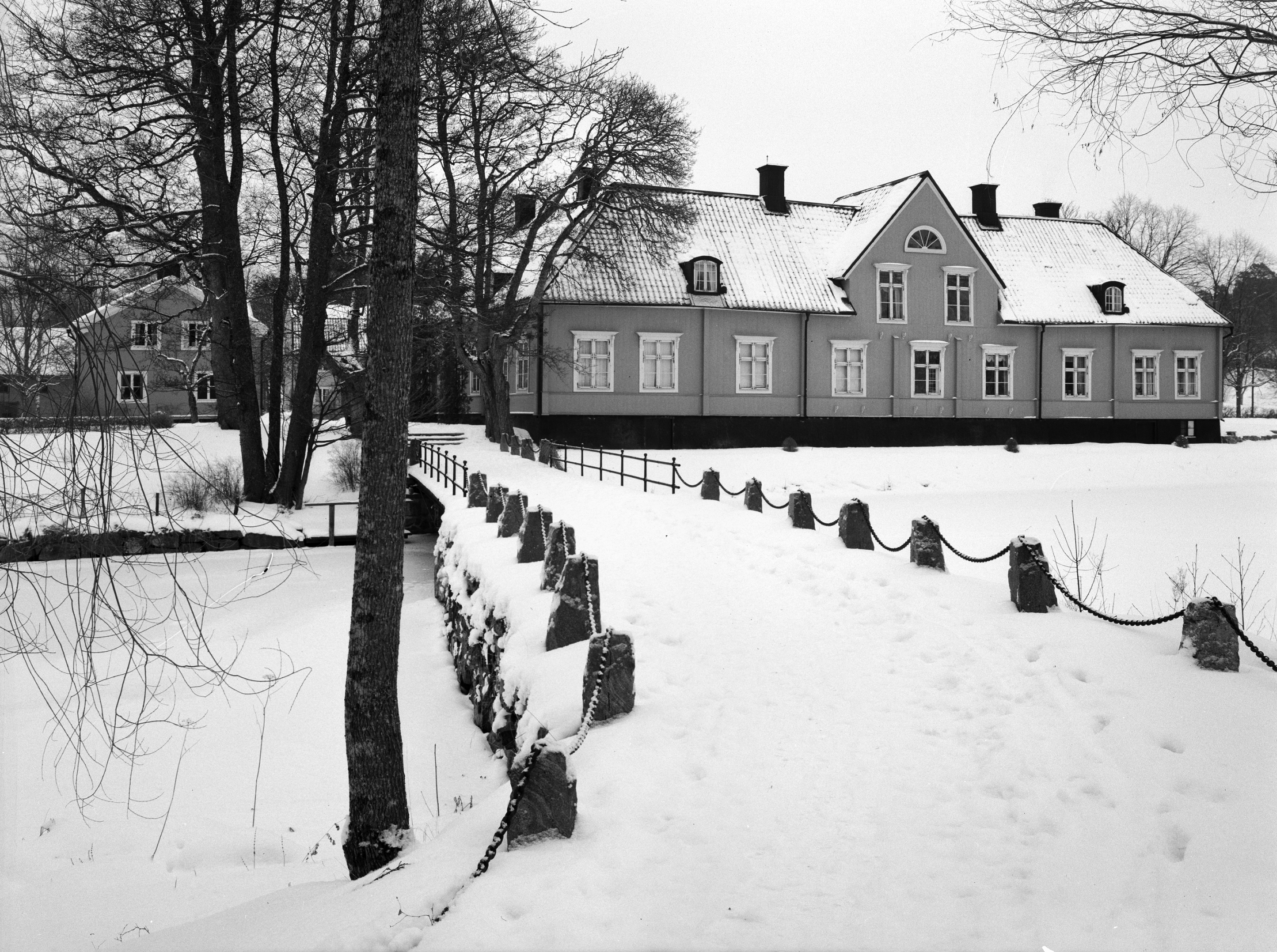
Brukets huvudbyggnad år 1951.

Gusums bruk var ett bruk i Ringarums socken, Östergötlands län.

## Byggnader
Huvudbyggnaderna som ligger vid Gusumsån uppfördes på 1750-talet och är byggda av trä.

## Historik

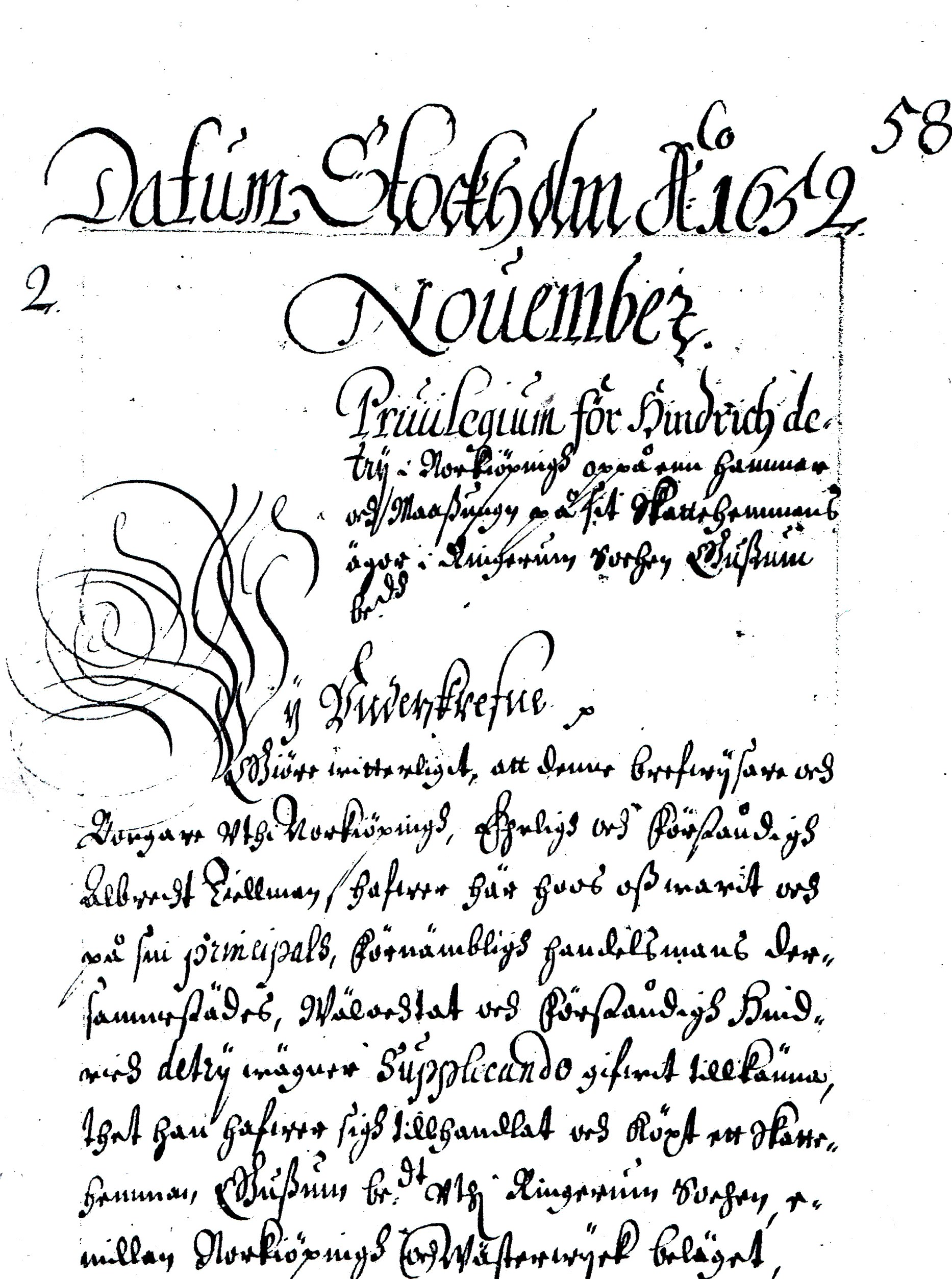
Den inledande delen av Gusum bruks privilegiebrev 2 november 1652.

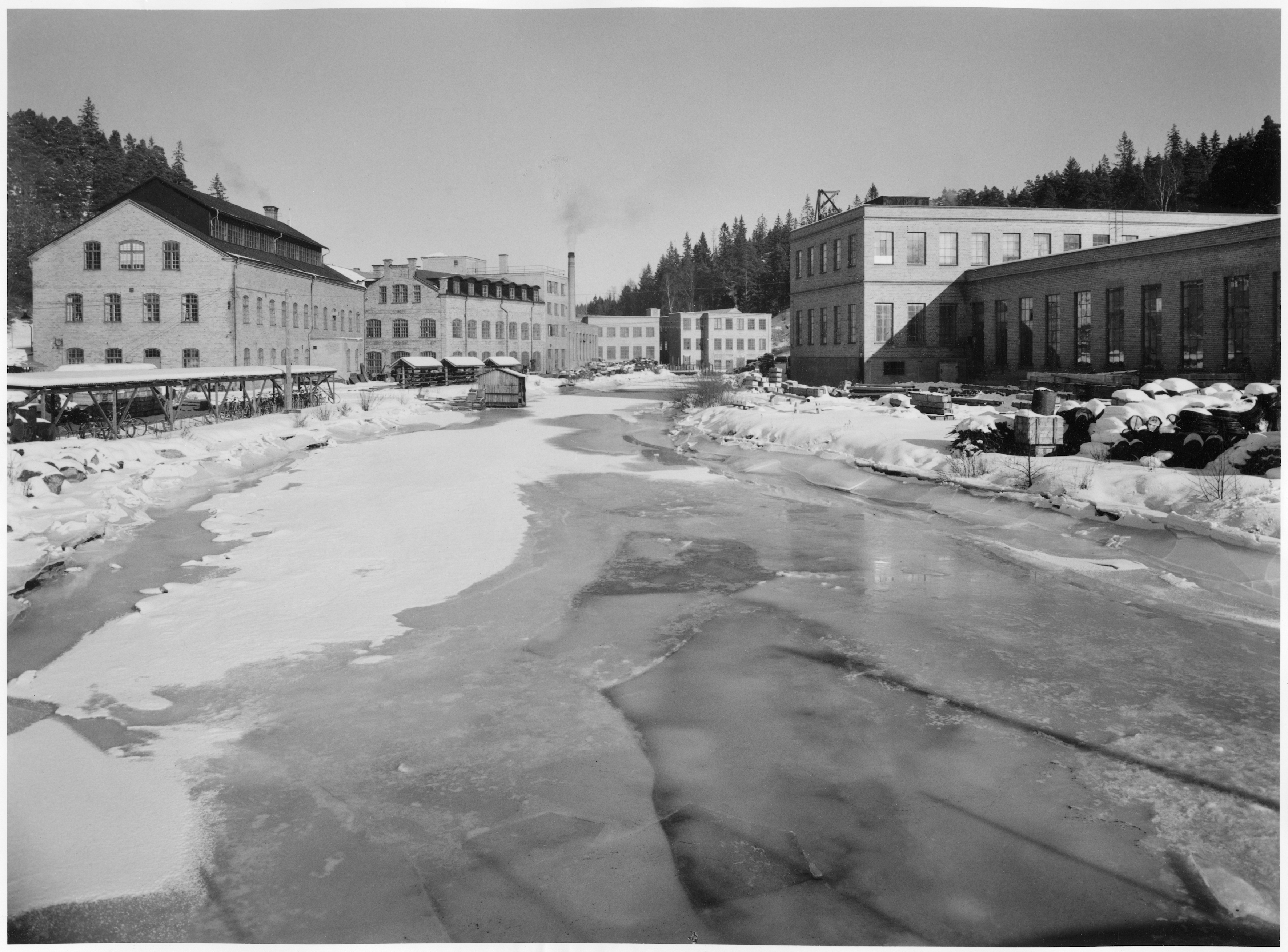
Parti av Gusumsån vid mellanbruket 1951. Till vänster kontoret och blixtlåsfabriken, till höger metallduksväveriet.

Gusums bruk var ett järnbruk och mässingsbruk i Ringarums socken, Hammarkinds härad. År 1653 anlades järnbruket med en masugn till styckegjuteri samt en hammare på Gusums skattehemmans ägor av Henrik De Try och hans svåger Hubert de Besche den äldre. De Try inköpte hemmanet av löjtnanten Sven Thorsson. De Try sägs, åtminstone omkring 1661, vara ensam ägare till bruket, och år 1661 den 27 november fick han kongliga Bergskollegiums privilegium på att vid Gusums ström få inrätta ett mässingsbruk. Detsamma anlades på förlag av Claude Roquette Hägerstierna, vilken på ett eller annat sätt var besläktad med såväl de Besche som de Try. År 1663 den 3 april erhöll Hägerstierna Kungliga Majestäts frihetsbrev på att själv, genom arvingar eller kommitterade få fri skeppstull på sex år att utföra 500 skeppund mässingsarbete härifrån. Järnverket ödelades efter hand, allt eftersom mässingsbruket utvecklades, samt raserades helt och hållet 1665. Sedan de Try avlidit förföll bruket betydligt. En eldsvåda den 11 november 1677 lade de då befintliga alla fyra brännhyttorna med sina 16 ugnar i aska.

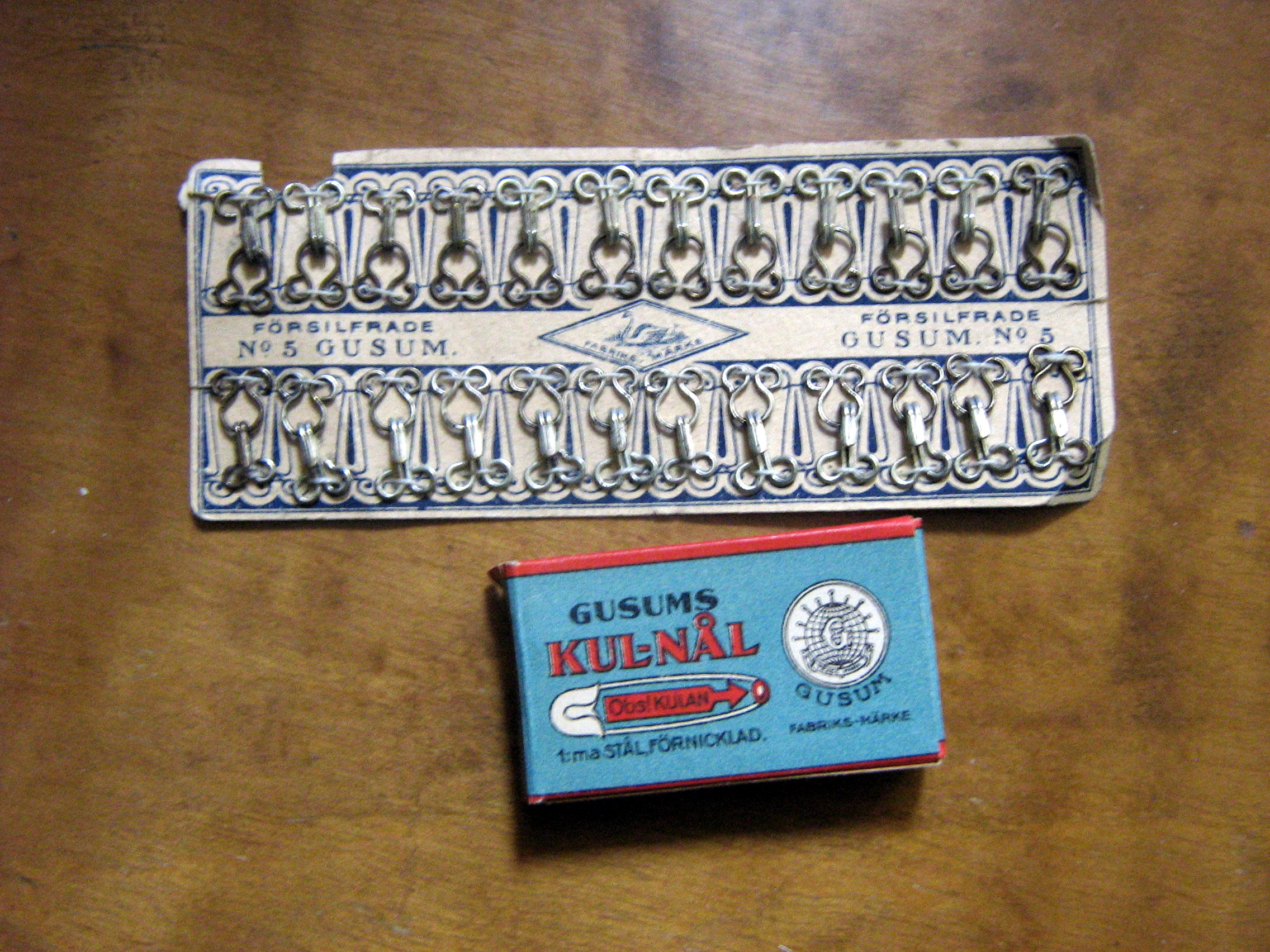
Häktor och kul-nålar från Gusums bruk.

Assessorn och överdirektören Abraham Cronström hade då en större fordran i sterbhuset, vad med detsamma avslöts ett förlagskontrakt. Änkan Katarina de Besche och sönerna Hindrik och Hybbert de Try pantsatte då mässingsbruket till guldsmeden och handelsmannen i Stockholm Hans Klerck, mot det att han gick i borgen för dem hos assessor Cronström. Detta oaktat erhöll denne på en i revisionen fastställd fordran på 138,670 daler kopparmynt inventering och värdering 1679 på Gusums bruk, vilket assessorn Marcus Cronström (död 1680) lät uppbjuda tre gånger, varefter det såsom pant tillföll dennes änka Sigrid Ekehielm. En mängd handlingar rörande Gusums bruk på 1660—1880-talen förvaras i De la Gardieska manuskriptsamlingen. Genom kontrakt emellan Hans Klerck och Hendrik Steinhaus övertog de till hälften vardera den förbindelse, som Klerck förut ingått med sterbhuset efter de Try, tillföljd varav bruket delades dem emellan år 1684. Steinhaus drev då sin andel, under det den andra hälften ägdes och disponerades av Klerckiska huset, till dess Hans Klercks svåger Didrik Wittfogel blev ägare av densamme. Efter hans död tillhörde den hans änka, hennes barn och andra man, sekreteraren Johan Schmidt. Sedermera satte sig banken i besittning av Steinhaus del, i anseende till dennes borgen för hovjunkaren Abel Reenstiernas skuld till banken.
Bruket tillhörde sedan Lovisinska sterbhuset samt inlöstes slutligen av brukspatron Georg Spalding, vilken blev ägare tillsammans med sin svåger Magnus Westerberg. Sedan dessa avlidit inköpte deras arvingar den andra delen av bruket av Wittfogelska arvingarna. År 1736 utbytte de mässingsbruket sig emellan och år 1745 underlydande hemman, varefter den ena hälften tillhörde lagmannen Gustaf Spaldencreutz och den andra änkefru Maria Westerberg, född Spalding. År 1742 anlades på den senare delen en knappnålsfabrik och år 1752 ett järnmanufakturverk och stålmanufakturverk med Kungliga Majestäts tillstånd av den 20 oktober samma år. År 1757 anlade även Spaldenkreutz en nålfabrik på sin andel. Den 5 januari 1760 var vid förstnämnda nålfabrik eldsvåda. Samma år anlades även en knivfabrik, vilken snart åter nedlades. Ägare till bruket var fortfarande släkterna Spaldenkreutz och Westerberg, men från år 1812 den senare ensam. Adliga ätten Spaldenkreutz är sedan 1848 utgången på svärdssidan.
En av ägarna, brukspatron Erik Wilhelm Westerberg, dog 1825. Därefter tillhörde bruket hans arvingar, vilka på 1850-talet var till 1⁄2 brukspatron E. Westerberg, 1⁄6 C. Westerberg, 1⁄4 major-mekanikus Karl Theodor Ekenstam, gift med Charlotta Wilhelmina Westerberg och 1⁄12 inspektören Kalander. Så småningom övergick bruksegendomen till brukspatron E. Westerberg. Bruksegendomen såldes av honom 1875 till Gusums bruks- och fabriksaktiebolag, vars disponent är brukspatron Axel Westerberg.

## Bilder

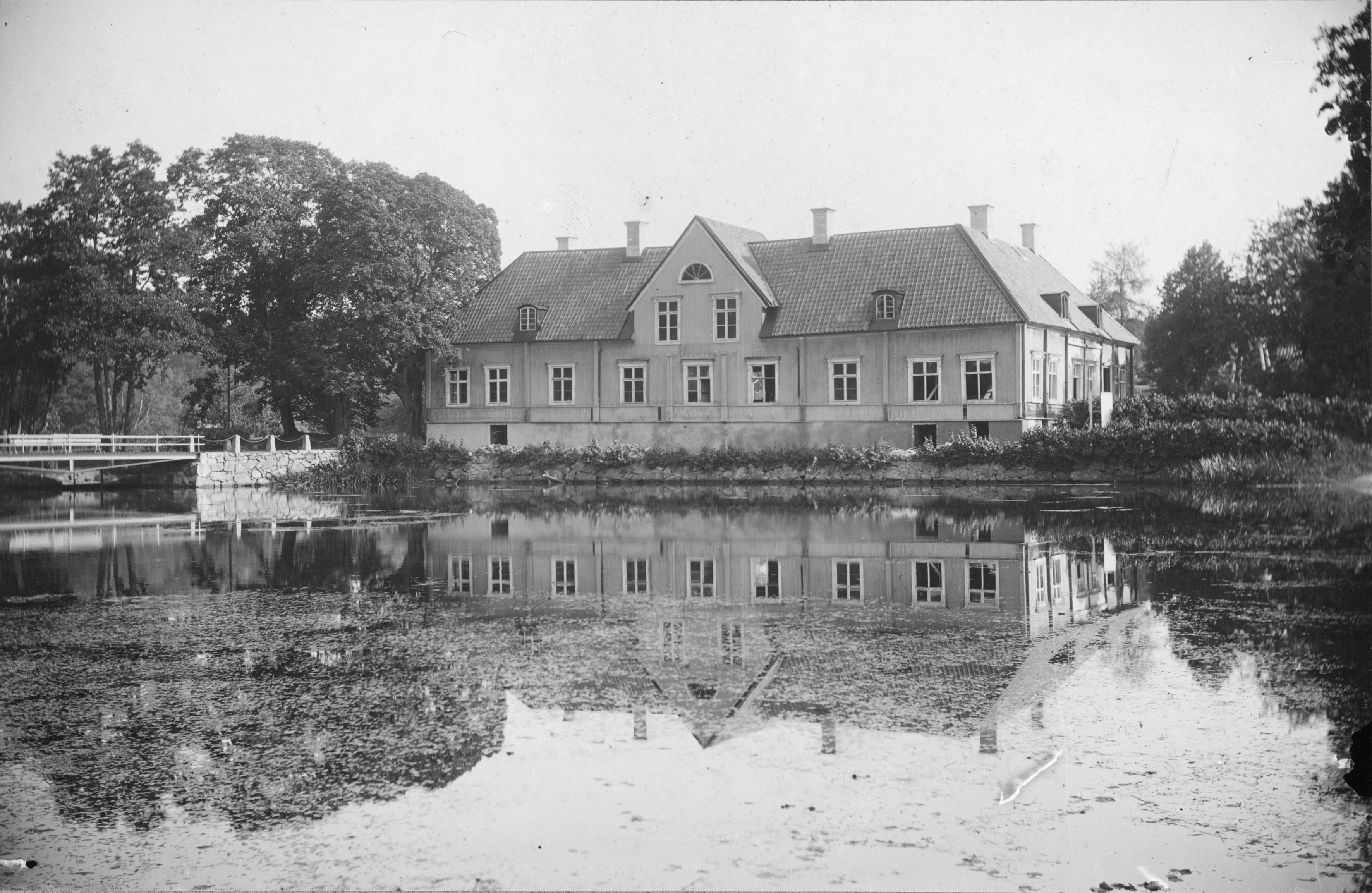
Brukets huvudbyggnad är 1937.
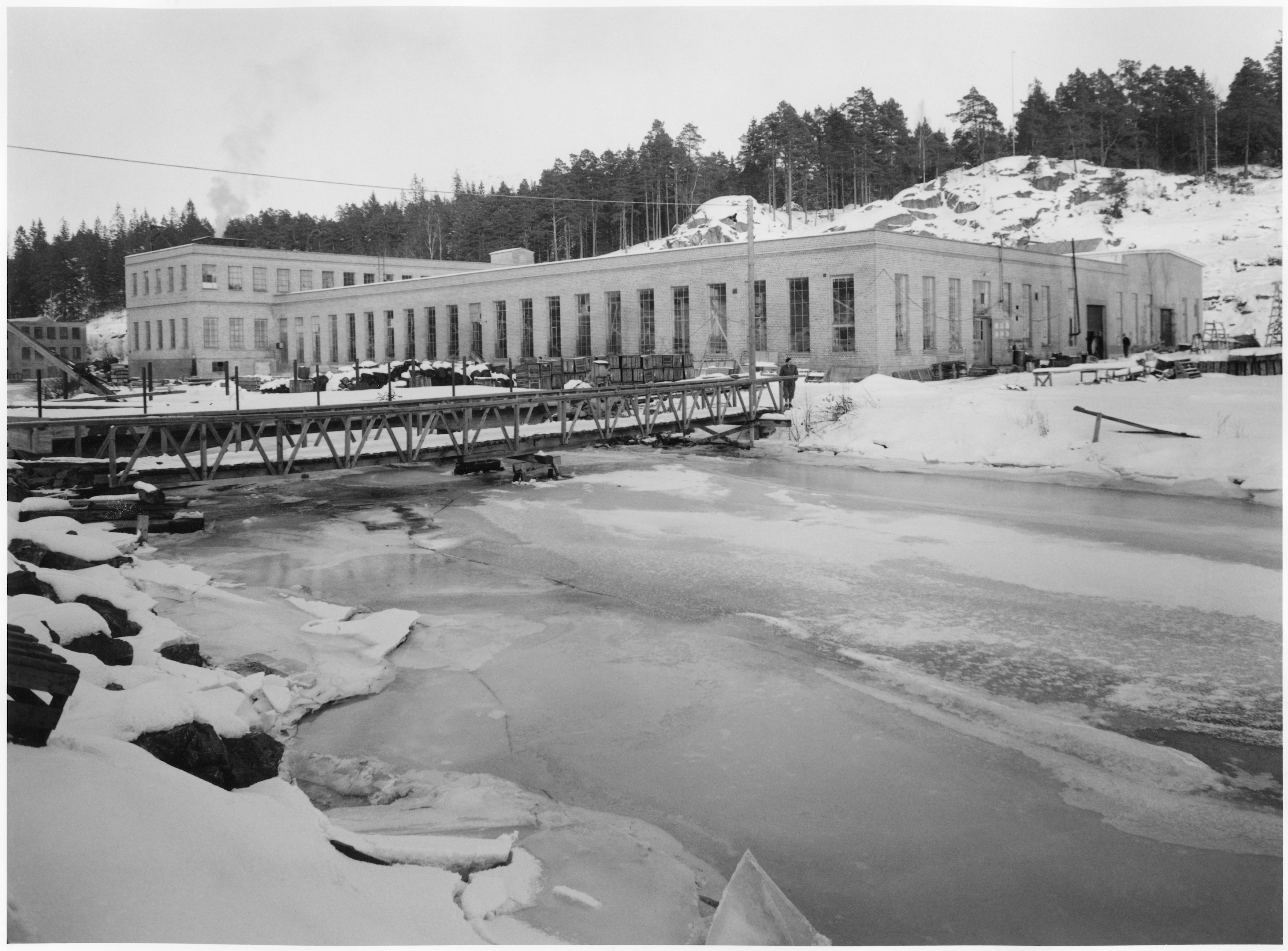
Metallväveriet intill Gusumsån 1951.
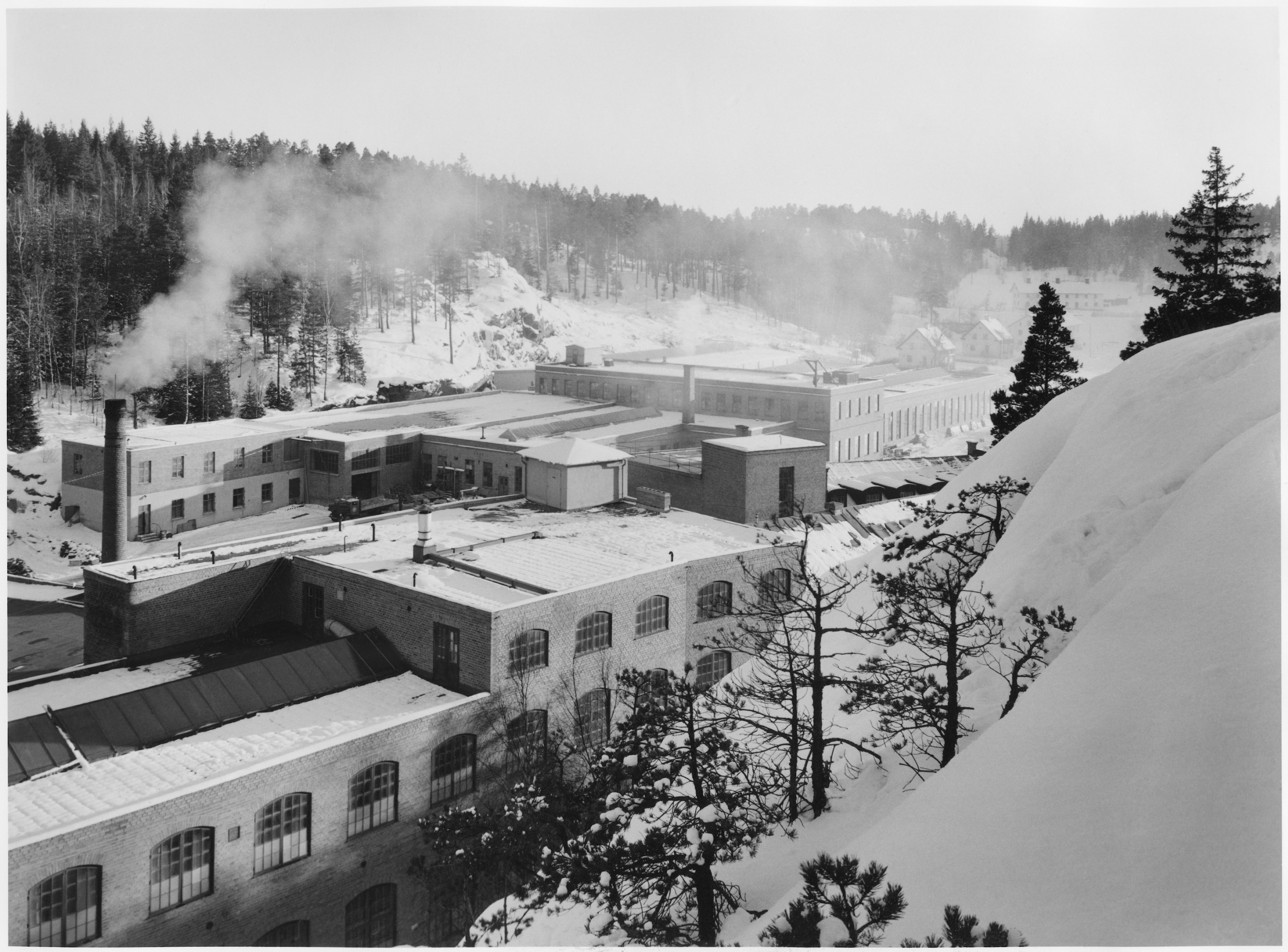
Mellanbruket 1951
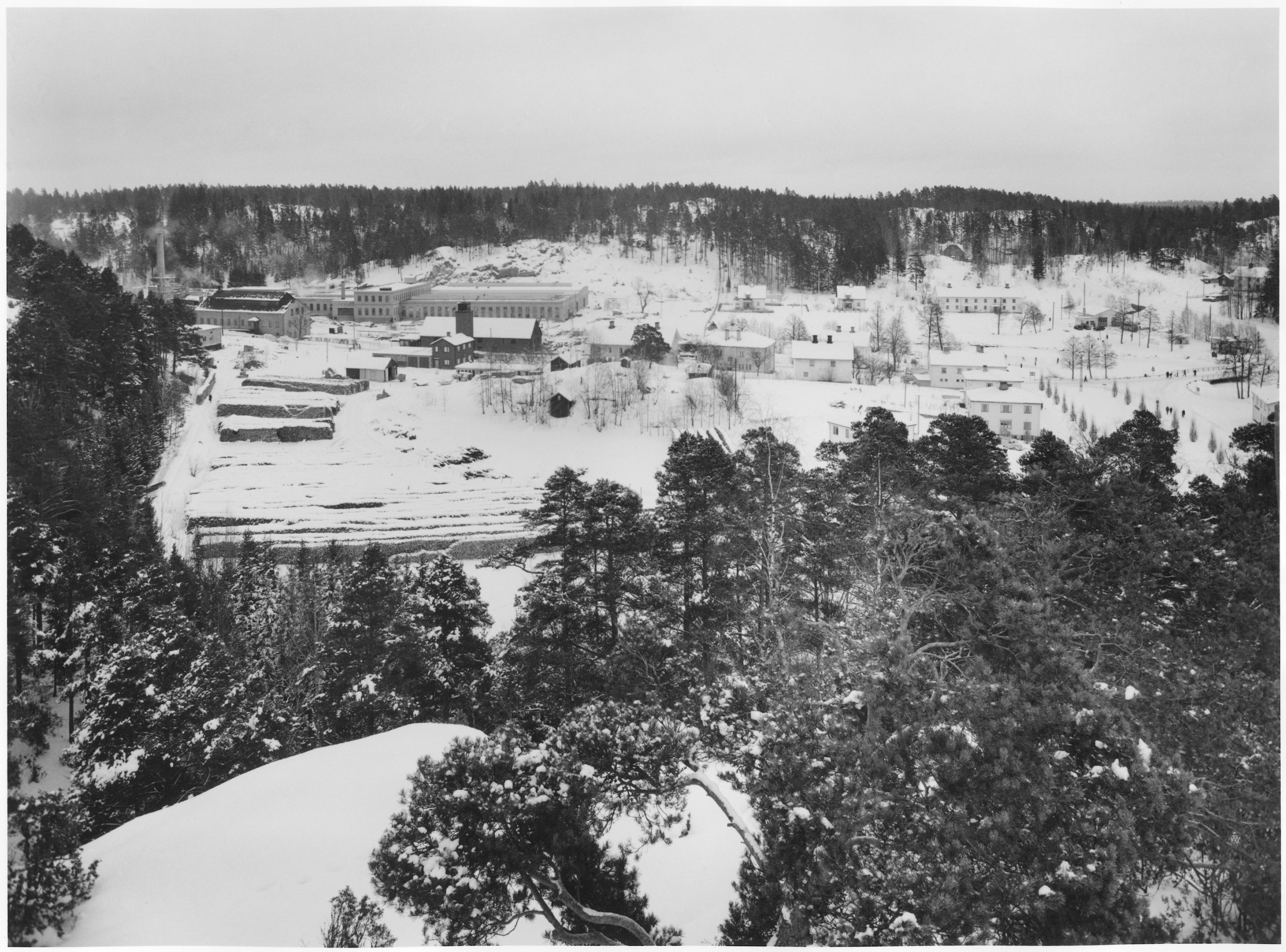
Parti av Gusumså med mellanbruket 1951.